# Mélida (Navarra)
Mélida (baskisch Santakara) ist ein Ort und eine Gemeinde (Municipio) in der Comunidad Foral Navarra in Nordspanien mit 732 Einwohnern (Stand: 2024). 

## Lage
Mélida liegt etwa 62 km südlich von Pamplona in einer Höhe von ca. 350 m. Die nördliche Gemeindegrenze bildet der Río Aragón. 

## Sehenswürdigkeiten
- Marienkirche (Iglesia de Santa María)
- Kreuzkapelle

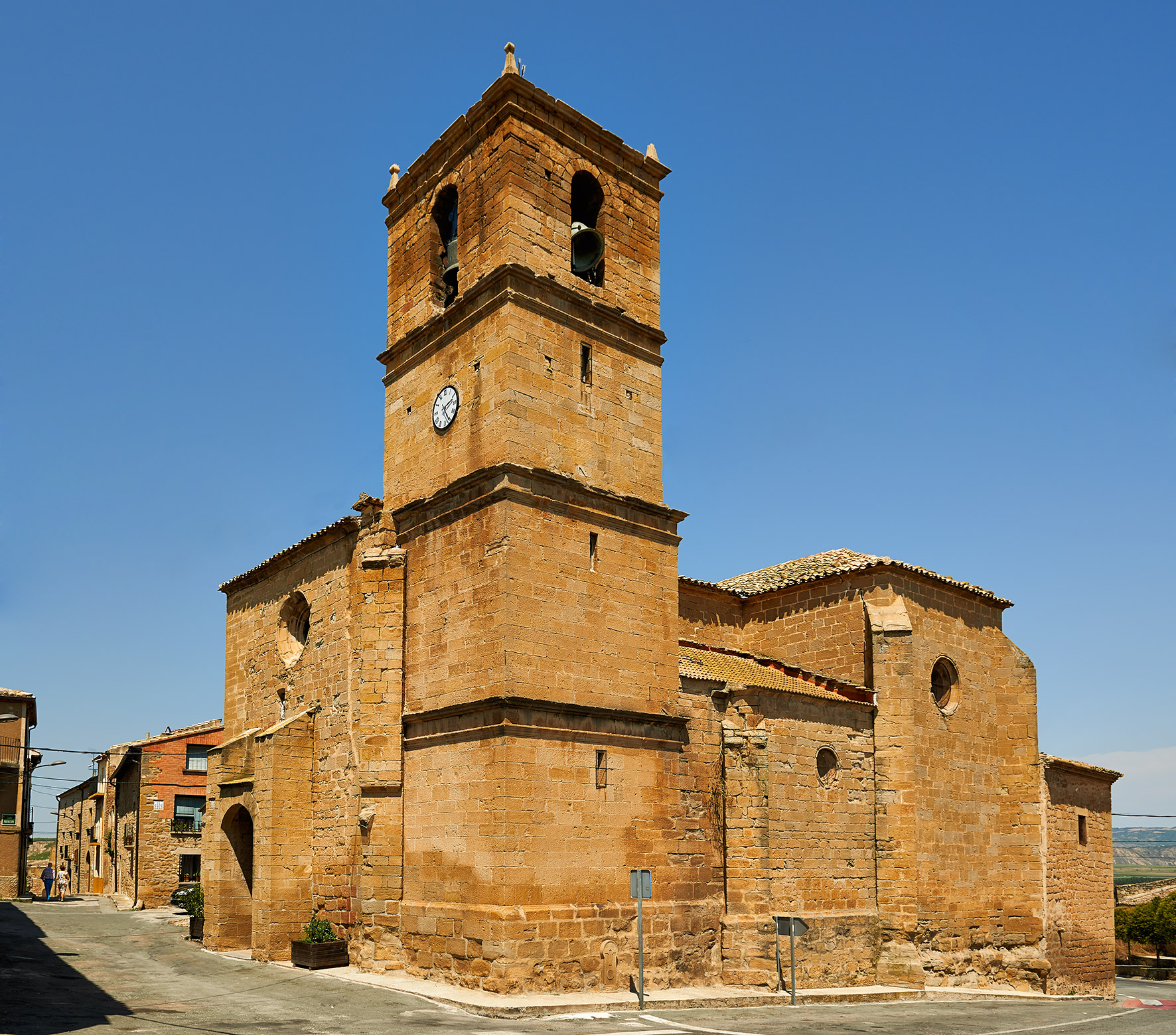
Marienkirche